# Solvær
Solvær est un archipel de la commune de Lurøy , en mer de Norvège dans le comté de Nordland en Norvège.

## Description
Les îles Solvær (Solværøyene) sont un groupe d'îles situées entre les îles de Lovund à l'ouest et d'Onøya à l'est. Les îles sont situées à environ 90 minutes en ferry à l'ouest du continent. En raison du Gulf Stream, le climat est doux, avec peu de neige malgré sa situation au nord.
L'archipel se compose d'environ 300 petites îles plates, dont certaines ont des résidents permanents qui y vivent. Les principales îles habitées sont : Sleneset, Moflaget, Slotterøya, Straumøya, Nord-Solvær et Sør-Solvær. La principale zone du village est Sleneset, qui est également le port où s'arrêtent les ferries locaux de Stokkvågen (sur le continent) vers les îles de Lovund et Træna à l'ouest. L'église Moflag, datant de 1921 et située sur l'île de Moflaget, est l'église locale de l'archipel.
Les îles Solvaer ont les plus fortes densités de hibou grand-duc d'Europe.

## Galerie

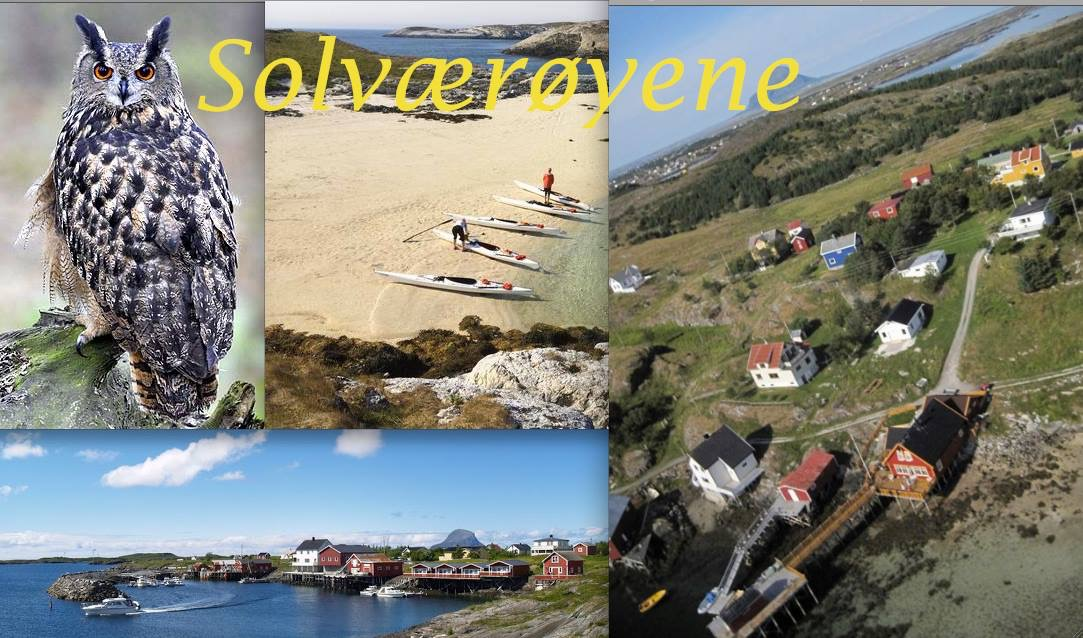
Solværøyene
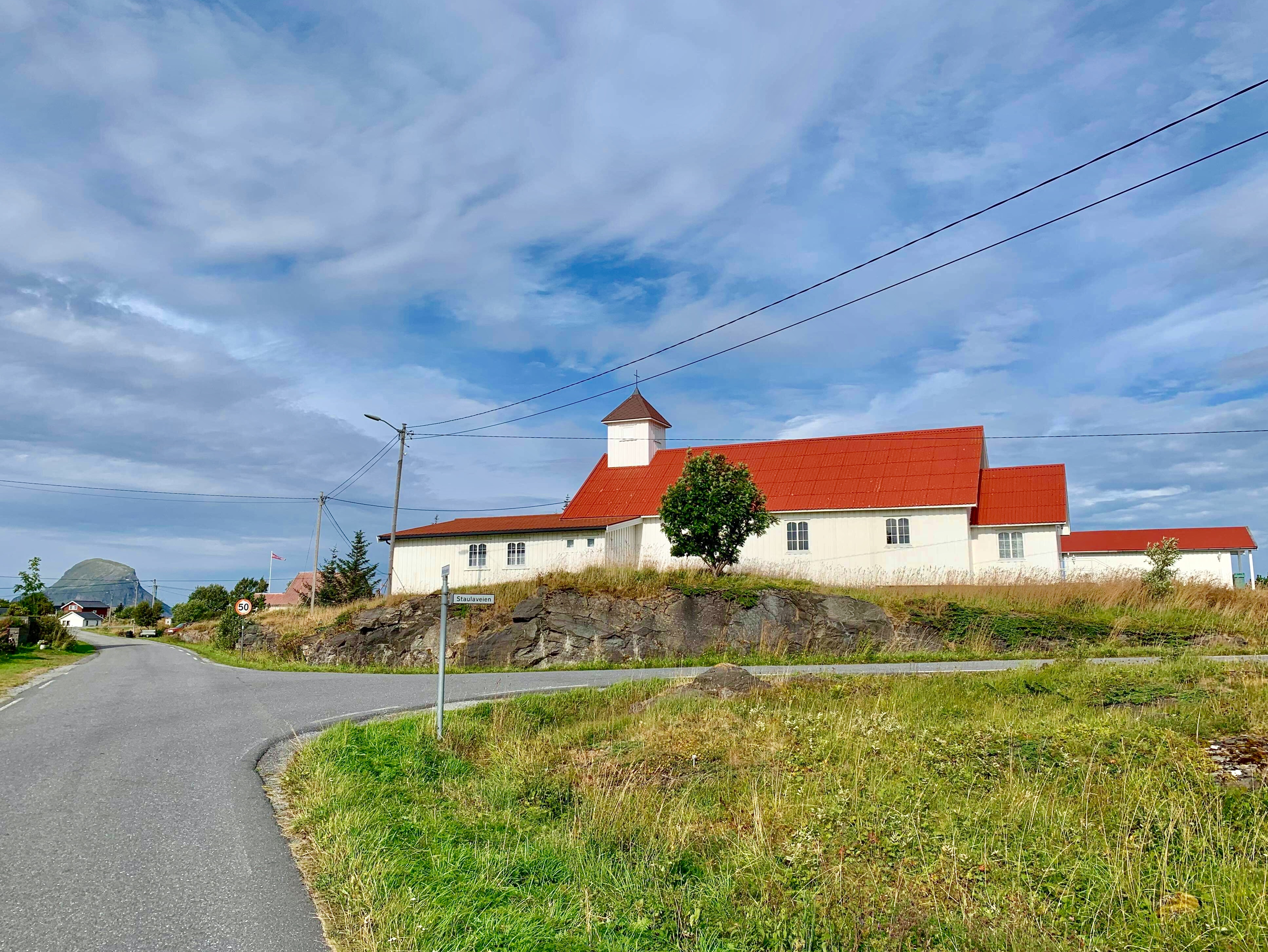
Eglise de Moflag